# Мерлини, Доминико
Доменико Мартино Мерлини (пол. Dominik Merlini, 22 февраля 1730, Лугано, Швейцария — 20 февраля 1797, Варшава, Польша) — известный польский архитектор, итало-швейцарского происхождения, представитель позднего классицизма и ампира.

## Жизнеописание
Родился в итальянской части Швейцарии (Лугано). С 1750 по 1797 годах жил и работал в Польше.
Получил дворянство в 1768 г. С 1773 г. — королевский архитектор. По его проектам делали как реконструкции уже существующих зданий (дворец Генриха Брюля, Уяздовский дворец, дворец Красинских), так и строили новые в польских провинциальных городах. Ранние произведения имеют примесь стиля барокко, что не ухудшило художественные образы сооружений. Позже придерживался стилистики классицизма, идущей от творческого наследия Палладио.
Умер в Варшаве. Могила сохранена.

## Список основных работ Д. Мерлини
- Дворец Лазенки
- Охотничий дворец в Лазенках (для короля Станислава II Августа в 1775—1779 гг.)
- Костел Св. Карло Борромео в Повонзки
- Городские ворота Люблина
- Реконструкция Уяздовского замка (1768—1771)
- Перестройки библиотеки в Королевском замке в Варшаве (1776—1786)
- Дворец в Ополе-Любельском
- Дворец Яблоновских в Варшаве.
- Дворец в городке Яблонна
- Дворец Кроликарния (1782—1786), Варшава.
- Реконструкция дворца Красинских в Варшаве (1783)
- Реконструкция дворца графа Г. Брюля
- Греко-католическая церковь в Варшаве.

- Охотничий дворец в Лазенках
- Костёл Св. Карло Борромео
- Дворец Кроликарния, Варшава
- Греко-католическая церковь и монастырь базилианцев, Варшава
- Лазенковский дворец